# Краснолуцька сільська рада (Гадяцький район)
Краснолуцька сільська рада — колишній орган місцевого самоврядування у Гадяцькому районі Полтавської області з центром у селі Красна Лука.

## Населені пункти
Сільраді були підпорядковані населені пункти:
- c. Красна Лука
- с. Бухалове
- с. Хитці